# ヴェネツィア領クレタ

カンディア王国
Regno di Candia (ヴェネト語)

ヴェネツィア共和国の象徴、ヴェネツィアの獅子の紋章
クレタ島の地図の上に立ち守護している

ヴェネツィア領クレタ（ヴェネツィアりょうクレタ）では、ヴェネツィア共和国の海外植民地であった時代のクレタ島について解説する。
ヴェネツィアによるクレタ島支配は、ヴェネツィアが同島を軍事的に征服した1205年-1212年頃から、クレタ戦争中にオスマン帝国によって占領されるまで続いた。クレタ島は当時から近現代までカンディアという名前で一般に知られていた。これはその首都カンディア/カンダクス（Candia/Chandax。現在のイラクリオン）から来ている。現代のギリシア史学では、この時代はヴェネトクラティア（ギリシア語: Βενετοκρατία、Venetokratia、英語: Venetocracy）またはエネトクラティア（Enetokratia）とも呼ばれている。後世の植民地帝国に通じる経営が行われたことから中世盛期から中世後期にかけての「西欧世界拡大」の文脈でも捉えられ、フランスの歴史学者フレディ・ティリエはヴェネツィア領クレタを「中世に存在した、唯一の正真正銘の植民地」と評している。
クレタ島は1204年に第4回十字軍によってビザンツ帝国が崩壊するまでその一部であった。十字軍の指導者たちはビザンツ帝国領を各々の間で分割した（フランコクラティアも参照）。クレタ島は当初モンフェッラート侯ボニファッチョ1世の取り分となった。しかし彼は実際にこの島に支配権を及ぼすことができず、すぐにその権利をヴェネツィア共和国へ売却した。ヴェネツィア軍は1205年に初めてこの島を占領したが、安定させるまでには、特にジェノヴァ共和国の脅威を完全に排除するには1212年までかかった。その後、新しい植民地として次第にその輪郭が形作られた。クレタ島は6の地区（セスティエーリ）に分割された。これはヴェネツィア本国の地区区分にちなんで命名された。同時に、クレタ島の首都カンディアはCommune Veneciarumとして直接統治された。ティノス島とキティラ島もまたヴェネツィアの支配下に入り、ヴェネツィア領クレタの版図となった。14世紀初頭。地区区分は4つに再編された。これの境界は現代のギリシア共和国の県（ノモス）とほぼ同じである。
ヴェネツィア支配の最初の2世紀の間、正教会信徒の現地ギリシア人によるローマ・カトリックのヴェネツィア人に対する反乱が頻発し、ニカイア帝国がしばしばこれを支援した。1207年から最後の大規模反乱である1360年代のサン・ティートの反乱（この反乱はギリシア人とヴェネツィア人「植民者」が一体となってヴェネツィア本国による課税に抗った）まで、その数は18回を数える。その後、時折発生する反乱やトルコ人の襲撃にもかかわらず、クレタ島は大きく繁栄し、ヴェネツィアの統治を通じて当時イタリアで進展していたルネサンスの影響が及んだ。その結果、ギリシア世界では他に比類のない芸術と文学の復興がもたらされた。最終的にエル・グレコを生み出す絵画のクレタ派はイタリアとビザンティンの様式を統合し、またヴェネツィア時代には現地の表現を使用した広範な文学が登場した。これは17世紀初頭のロマンス作品『Erotokritos』と『Erophile』で頂点を迎える。
1571年のオスマン帝国によるキプロス征服の後、クレタ島はヴェネツィアに残された最後の主要海外領土となった。ヴェネツィアの相対的な軍事的劣勢は、クレタ島の富や東地中海の海路を支配するその戦略的に重要な立地と相まってオスマン帝国の注意を惹きつけた。ヴェネツィアとオスマン帝国はクレタ島の支配権を巡って長く悲惨なクレタ戦争 (1645年-1669年)（カンディア戦争とも）を戦った。オスマン帝国は迅速にクレタ島を占領したが、首都カンディアの奪取には失敗した。カンディアは優勢なヴェネツィア海軍の支援と、オスマン帝国が他の地域での出来事に煩わされたことで1669年まで持ちこたえたが、最終的に陥落した。そしてソウダ島、グラムヴサ島、スピナロンガ島という3つの島だけがヴェネツィアの手に残った。ヴェネツィアはモレアス戦争の最中にカンディアの奪還を試みたが失敗し、最終的に前哨地となるこれら3つの島も最後のオスマン帝国とヴェネツィアとの戦争の最中の1715年にオスマン帝国の手に落ちた。
なお、日本語においてクレタ島のヴェネツィア時代を指す定まった用語は存在しない。当時の名称としてはカンディア王国（イタリア語: Regno di Candia）、またはカンディア公国（イタリア語: Ducato di Candia）が用いられたが、日本語の書籍・論文でこの用語が使用されることは無い。従って本項の記事名は暫定のものである点に留意されたい。

## 歴史

### ヴェネツィアによる征服
ヴェネツィアはクレタ島と長い交易関係の歴史を持っていた。繰り返し発布されたビザンツ帝国の金印勅書によってギリシア全域の都市と島々においてヴェネツィア人は関税を免除されていたが、クレタ島も免除を受けた島々の1つであった。これは（およそ1130年頃の慣習を成文化した）1147年に始まり、ついに1198年にアレクシオス3世との条約によって確認された。この特権の対象となった地域の大部分が1204年4月の第4回十字軍によるコンスタンティノープル占領の後のビザンツ帝国分割においてヴェネツィア共和国領とされた。これにイオニア諸島、サロニカ湾、そしてキュクラデス諸島が加わり、またヴェネツィアはギリシア本土に海上貿易の拠点として有益ないくつかの海岸地域を勝ち取った。最終的に1204年8月12日、ヴェネツィア人は商売敵であったジェノヴァ人を出し抜いて、モンフェッラート侯ボニファッチョ1世からクレタ島を獲得した。ボニファッチョ1世はアレクシオス4世によってこの島の所有権を約束されていたが、実際にはその権利をわずかにしか行使できなかったので、1,000枚の銀貨、島の歳入として得られる合計10,000枚のhyperpyra貨、そしてテッサロニキ王国獲得に対するヴェネツィアの支持と引き換えにクレタ島に対する権利を売り払った。数週間後、ヴェネツィアの獲得領土はビザンツ領分割についての取り決め（Partitio terrarum imperii Romaniae）で公式化された。
ヴェネツィア人は自身の獲得した権利を現実の権力として行使するため、クレタ島の沖合にあるスピナロンガ島に小規模な軍を上陸させた。しかし既にクレタ島に植民地（colony）を持っていたジェノヴァは迅速に行動した。ジェノヴァはエンリコ・ペスカトーレの指揮と現地の民衆の支持の下で間もなくクレタ島の東部と中央部の支配権を握った。1207年のラニエリ・ダンドロ（Ranieri Dandolo）とルッジェーロ・プレマリノ（Ruggiero Premarino）が指揮する最初のヴェネツィアの攻撃は排除され、続く2年間にペスカトーレはいくつかの孤立したヴェネツィアの守備隊の駐留地を除き、島全体を支配下に置いた。ペスカトーレはクレタ島の正式な王としての承認を得ることを試み、ローマ教皇に請願さえした。しかし、ヴェネツィアはクレタ島を占領することを決定し、ペスカトーレはジェノヴァ本国からほとんど支援を受けることができなかった。1209年、ヴェネツィアはカンディア（ギリシア語：ハンダクス、Χάνδαξ。現代のイラクリオン、Ηράκλειον）にほど近いパレカストロの占領に成功した。クレタ島からペスカトーレを排除するには更に1212年までかかり、その副官（lieutenant）のアラマンノ・デ・コスタは更に長い期間、島に踏み止まった。クレタ島を巡るヴェネツィアとジェノヴァの戦争は、1217年5月11日の条約においてヴェネツィアがクレタ島を所有することを確定して終わった。

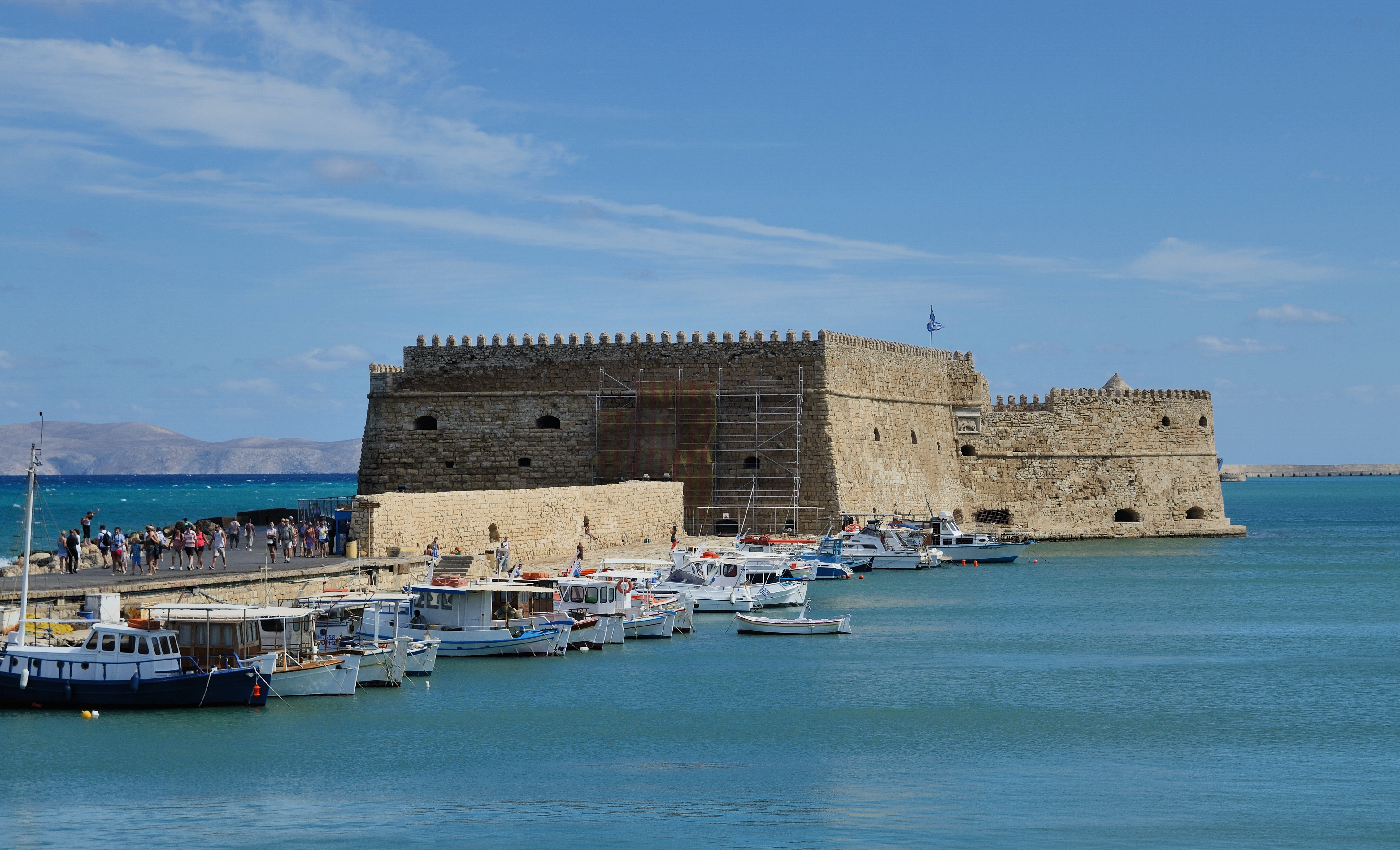
イラクリオンにあるヴェネツィアのロッカ・アル・マーレ要塞。

### ヴェネツィア支配の確立
ジャコモ・ティエポロ（Giacomo Tiepolo）はクレタ公（カンディア公、duca di Candia）の称号を得てカンディアに拠点を置き、この新しい州（province）の初代総督となった。クレタ島におけるヴェネツィアの支配を強化するべく、ティエポロは本国から植民者を送り、ヴェネツィア人植民者たちには土地が分与する代わりに軍役につく案を提案した。この案は承認され、1211年9月10日にヴェネツィアでこれに関連した憲章である「Carta Concessionis」が宣言された。騎士（militesまたはcavaleri）として奉職する132人の貴族と45人の富裕市民（pedites、sergentesとなる）がこの最初の植民に参加し、1212年3月20日にヴェネツィアを出発した。更に1222年、1233年、そして1252年の3回、植民者たちが送り込まれ、後年も移民は不規則な形態で継続した。総計で約10,000人のヴェネツィア人が、クレタ島ヴェネツィア領有後の最初の1世紀の間に移住したと推定されている。当時ヴェネツィア本国自体の人口は約60,000人であった。1252年の植民の結果、長く放棄されていた古代都市キュドニアの跡地にカネア（Canea、現在のハニア）が創始された。ヴェネツィア人はクレタ島を利益率の高い東方貿易の拠点とし、植民者に封地を分配した。また、食料と原材料の生産に特化した農業生産体制を敷き、近代の植民地帝国とも似た生産と流通の分業体制を構築した。クレタ島の輸出品は第一にコムギとデザートワイン（マルヴァジア）であり、量はそれに劣るが木材やチーズなどもあった。
ヴェネツィアのクレタ島支配は現地人の敵意に遭遇して当初から問題を抱えていた。中世史学者ケネス・セットンの言葉を借りれば、ヴェネツィアは「この島を確保するために、絶え間ない用心と人的資源および資金の大規模な投入を必要とした。」。ヴェネツィア支配下において、少なくとも大小合わせて27回の反乱または陰謀が記録されている。貴族と民衆の双方によって構成される現地のギリシア人（クレタ人）は、独自の法律を持ち財産も維持することを許されていたが、ラテン人の支配およびラテン系ヴェネツィア人エリートとの間の激しい差別に憤慨していた。ヴェネツィア人エリートたちはクレタ島の行政府と軍関係の高位職を独占しており、クレタ島を経由する商業取引の利益の大部分を手にしていた。ヴェネツィア支配時代の初期の間、ヴェネツィア人植民者は意識的に現地人から離れて居住しており、13世紀の終わりまで、現地クレタ人とヴェネツィア人の結婚さえ禁じられていた。

### ヴェネツィアに対する最初の反乱

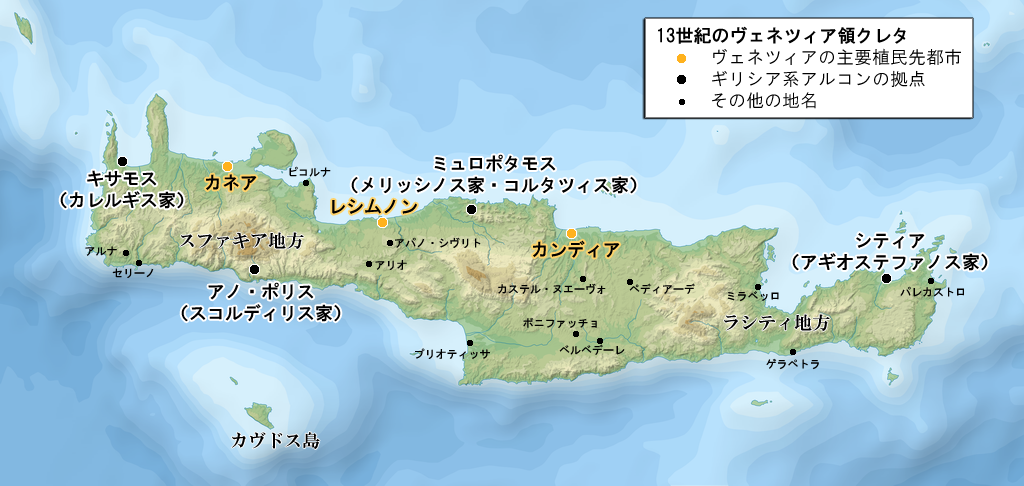
13世紀のヴェネツィア領クレタにおけるヴェネツィアの主要植民先都市とアルコンの拠点

既に1212年に、アギオステファノス家（Hagiostephanitai）の兄弟が、恐らく最初のヴェネツィア人植民者の到着とクレタ島の貴族および正教会の資産没収のためにラシティ高原で反乱を起こしていた。この反乱はすぐにクレタ島の東部全域に広がり、ナクソス公マルコ1世サヌードの介入によってようやく鎮圧された。マルコ1世とティエポロはその後対立し、マルコ1世はこの島を自分自身のために征服することを試みた。マルコ1世は強力なアルコンのセバストス・スコルディリス（Sebastos Skordiles）を含む現地人からかなりの支持を獲得した。彼はカンディアさえ奪取し、ティエポロは女装してすぐそばのテメノスの要塞へと逃げ延びた。その後ティエポロはヴェネツィア艦隊の来援によってカンディアを奪回し、マルコ1世は金銭および食料と引き換えにこの島から退去することに同意した。マルコ1世に組した20人のギリシア人領主が、彼に同行してナクソス島に移った。
この最初の反乱の失敗はクレタ人の反感を打ち払うことはなかった。1217年、スコルディリス家（Skordiles）の所有する数頭のウマと牧草地がモノパリ（Monopari、ヴェネツィア語：Bonrepare）のヴェネツィア人レクトールに奪われ、クレタ公パオロ・クェリーニがこれを適切に処理しなかったことで、ギリシア人貴族コンスタンティノス・スコルディリス（Constantine Skordiles）とミカエル・メリッシノス（Michael Melissenos）率いる大規模な反乱が発生した。上シュビリトス（Upper Syvritos）と下シュビリトス（Lower Syvritos）という二つの山岳地区を拠点に反乱軍は繰り返しヴェネツィア軍を撃破し、間もなく反乱はクレタ島の西部全域に広がった。反乱を抑える力が無いことが証明され、ヴェネツィア人は交渉に望みを繋いだ。1219年9月13日、クレタ公ドミニコ・デルフィーノ（Domenico Delfino）と反乱軍の指導者たちは条約を取り結び、ギリシア人貴族に対して封地と様々な特権が与えられた。75人の農奴（serfs）が解放され、パトモス島の神学者聖ヨハネ修道院のポドヴォリエの特権が確認された。またヴェネツィア市民はクレタ人平民（villani）に対する犯罪の処罰について責任を持つことになった。これと引き換えに、クレタ人の貴族たちはヴェネツィア共和国に対する忠誠を誓った。この条約は、クレタ島の現地貴族がヴェネツィア人植民者の貴顕と同等の立ち位置を形成するという重大な影響を与えた。だが、1222年の第2回目の植民者たちの到着は、再びテオドロス・メリッシノスとミカエル・メリッシノスの指揮による反乱を引き起こした。ヴェネツィア当局はもう一度反乱軍の指導者たちと条約を結び、二つの封地について彼らに譲歩した。
新たな反乱が1228年に勃発した。スコルディリス家とメリッシノス家（Melissenoi）だけではなく、アルコレオス家（Arkoleos）とドラコントプロス家（Drakontopoulos）がこれに関与した。両方の陣営が外部勢力に支援を求めた。クレタ公Giovanni Storlandoはマルコ1世サヌードの息子、アンジェロ・サヌードに支援を求め、クレタ人たちはギリシアのニカイア帝国に支援を求めた。33隻のニカイア艦隊がクレタ島に到着し、1230年代にはニカイア軍はクレタ島の大部分の地域でヴェネツィアの支配に対抗して軍団を駐留させることができた。1233年、1234年、1236年に結ばれたヴェネツィアとクレタ人の一連の条約は現地の貴族たちに新たな特権を与える譲歩をして終わった。ドラコントプロス家（Drakontopouloi）のみは、なおもニカイア軍の残党（アナトリコイ、Anatolikoiともよばれた）と共にミラベッロ（現在のアイオス・ニコラオス）の要塞を拠点に戦いを続けた。それはロードス島の自律的なギリシア人支配者レオン・ガバラスの支援によってのみ維持可能であり、ヴェネツィア人は1236年にニカイア軍を小アジアへ撤退させることに成功した。その後のドラコントプロス家（Drakontopouloi）の運命は不明であり、彼らはもはや史料に登場しない。

### コルタツィス兄弟の反乱

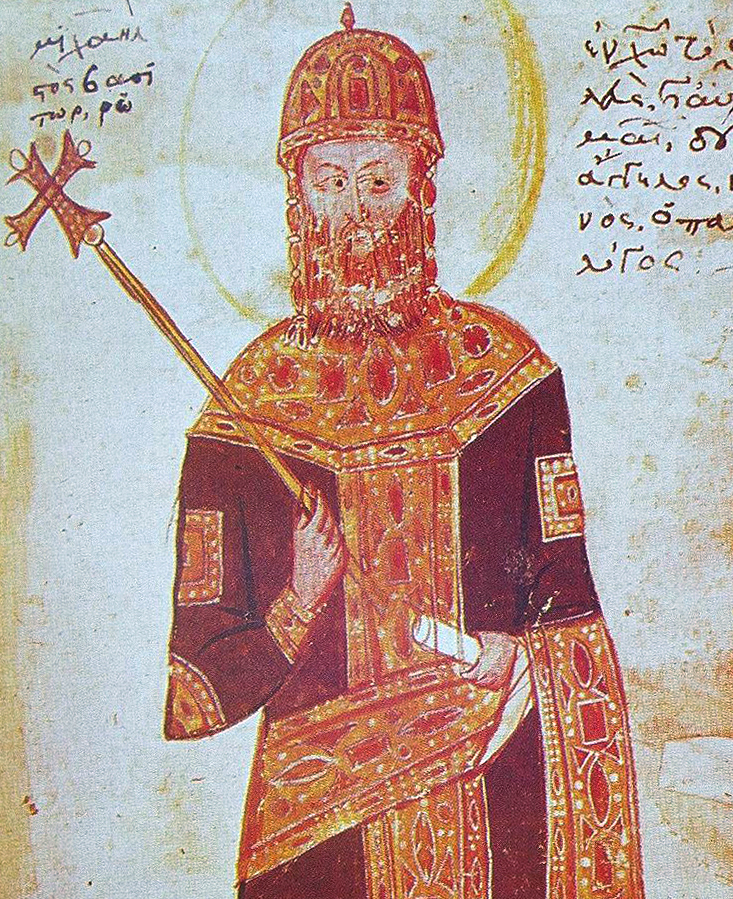
ビザンツ皇帝ミカエル8世パレオロゴス

1261年にニカイア帝国によってコンスタンティノープルの再征服が達成され、ビザンツ帝国（パレオロゴス朝）が復活した後、皇帝ミカエル8世はクレタ島の奪回に励んだ。1262年にスコルディリス家、メリッシノス家、そしてコルタツィス家（Chortatzes）の下でミュロポタモスを拠点に反乱が勃発した。ミカエル8世はこの反乱に即座に反応し、ステンゴスという人物に軍船1隻と兵を預けてクレタ島に派遣し、反乱をおこしていたギリシア人貴族のゲオルギオス・コルタツィス（Georgios Chortatzes）およびミカエル・スコルディリス・プサロメリンゴス（Michael Skordiles Psaromelingos）と接触を持たせた。この反乱は4年間荒れ狂ったが、その展望は明るくなかった。ミカエル8世はいかなる実質的な支援も出来なかったのみならず、クレタ島の貴族たちは反乱の渦中でもヴェネツィア当局との連絡も維持し、最後にはヴェネツィアとビザンツ帝国のうち優勢な方に味方すべきだという日和見的な姿勢で応じた。ステンゴスはギリシア人貴族アレクシオス・カレルギスによってヴェネツィア当局にその存在を密告されて行方不明となった。最終的に1265年6月18日付の新しい条約によって反乱は終結し、クレタ島の貴族たちの特権が再確認され、反乱軍の指導者たちに新たに2つの封地を与えることが定められた。しかしその翌年、コルタツィス家の兄弟であるゲオルギオスとテオドロス、そしてアレクシオス・カレルギスを含むクレタ島の貴族たちが新たな反乱を企図しているという噂が広まった。クレタ公ジョヴァンニ・ヴェレニオの大胆な介入とカレルギスの優柔不断とによってこれらの計画は失敗に終わった。ミカエル8世は1268年と1277年に条約を締結し、クレタ島をヴェネツィアが支配することを承認した。この時の条約でクレタ島のギリシア人たちがクレタ島に自由に居住できること、またクレタ島を立ち去ることができること、ヴェネツィアが捕虜としたギリシア人を解放することも定められた。
しかしながら、1272年または1273年、ゲオルギオス・コルタツィスとテオドロス・コルタツィスは東クレタでラシティ高原を拠点に更なる反乱を起こした。1276年、反乱軍はメッサラ平野での野戦でクレタ公とその補佐官（councillor）に勝利し、この「カンディアのヴェネツィア植民地の華」は散った。反乱軍はカンディアを包囲したが、勝利を目前にしてクレタ貴族たちは内部対立を始め、崩壊し始めた。プサロメリンゴス家（Psaromelingoi）の一族の1人が戦利品の分配を巡ってコルタツィス家の一族の人物を殺害した後、両者は不和となった。同時にアレクシオス・カレルギスは公然とヴェネツィア人と協力した。ヴェネツィアから大規模な援軍が到着すると、1278年にこの反乱は最終的に鎮圧され、コルタツィス兄弟と数多くいたその支持者たちはビザンツ帝国へと逃げ、各々の地でビザンツ帝国に仕えた。

### アレクシオス・カレルギスによる大反乱
アレクシオス・カレルギスがヴェネツィアと現地の同胞たちとの間で二股をかけ、陣営を行き来していたにもかかわらず、コルタツィス兄弟が敗北した結果アレクシオス・カレルギスはクレタ島の貴族たちの中で最も尊敬されるべき地位に居残った。その強大な財力と、その封土となったミュロポタモスの戦略的重要性もまた、彼に大きな力を与えた。このことが彼に対する不信をヴェネツィア人に抱かせた。だが、アレクシオス・カレルギスの力を抑制しようとするヴェネツィア人の努力は裏目に出て、1282年にクレタ島の全ての反乱の中で最大かつ最も暴力的な反乱の勃発を引き起こした。この反乱もビザンツ皇帝ミカエル8世がヴェネツィア人を攪乱するために秘密裡に支援していた可能性が高い。ヴェネツィア人たちはミカエル8世の最大の敵であるシチリア王カルロ1世と同盟を結んでいた。
カレルギスの反乱には最も有力なクレタ貴族たち、ガバラデス家（Gabalades）、バロウチェス家（Barouches）、ヴラストイ家（Vlastoi）、そしてテオドロスとゲオルギオスの甥ミカエル・コルタツィスさえも参加した。反乱は急速に島全体に拡大した。ヴェネツィア人は報復処置を取ってこれを抑えようとした。彼らはしばしば基地や避難所として反乱軍に使用されていた正教会の修道院に火をかけ、捕虜を拷問にかけた。1284年初頭、かつての反乱でその拠点となったラシティ高原への移住と居住は羊の放牧さえも含めて完全に禁止されることが宣言された。しかし、ヴェネツィア本国から絶え間なく援軍が送り込まれているにもかかわらず、反乱は鎮圧することができなかった。ヴェネツィア当局はカレルギスや他の反乱指導者たちの捕縛も試みたが、成功することはなかった。ジェノヴァとの間に戦争が勃発した後の1296年には状況はヴェネツィアにとって切迫したものとなった。ジェノヴァの将軍ランバ・ドリアはカネアを占領して火を放ち、カレルギスの下へ、彼をこの島の世襲君主とすることの承認、およびジェノヴァとの同盟を提案するための使者を送った。しかしながら、アレクシオス・カレルギスはこれを拒否した。彼のこの行動は、戦争による疲弊や内部対立と共にクレタ人の指導者たちに反乱の終了とヴェネツィアとの和解の道筋を開いた。
この反乱は「アレクシオス・カレルギスの平和（ラテン語: Pax Alexii Callergi）」と共に終了し、1299年4月28日、クレタ公ミシェル・ヴィターリとの間に和平条約が調印された。条約の第33条では、大赦と没収された全ての資産の返還、反乱指導者たちが反乱前に持っていた特権の確認、さらに反乱指導者たちの未返済の債務を返済するために2年間の免税が約束された。また、反乱発生中に確立された裁判結果が承認されるとともに、クレタ人とヴェネツィア人の婚姻禁止が解除された。アレクシオス・カレルギスは広範に渡る新たな特権を与えられ、4つの追加封地、称号と元々の自身の領地、軍馬を維持する権利、各地の修道院の資産を借用する権利、アリオス（Arios）主教区（カッレルギポリスと改名された）で正教会の主教を叙任する権利、そして隣接するミュロポタモスとカラモナスの主教区を借用する権利を得た。
この条約はアレクシオス・カレルギスをクレタ島の正教徒住民の実質的な統治者とした。エフェソスがトルコ人に陥落させられた際にクレタ島へと逃れた同時代の年代記作家Michael Louloudesは、アレクシオス・カレルギスを「クレタの主（Lord of Crete）」と呼び、ビザンツ皇帝アンドロニコス2世の直後に言及している。カレルギスは以降、和平条約の条項を断固として遵守し、明瞭にヴェネツィアに忠誠を保ち続けた。ヴェネツィア当局の機能を停止させた1303年の破滅的な地震の後に続く新たな反乱は、アレクシオス・カレルギスの仲介によって阻止された。その後、1311年に、クレタ公はアレクシオス・カレルギスに手紙でスフィキアでの反乱扇動者の情報収集を依頼した。1319年に別の反乱がスフィキアで発生した時、アレクシオス・カレルギスはジョスティニアーニ（Giustiniani）公と反乱軍の間を取り持ち、それを終結させた。同じ年、ヴラストイ家（Vlastoi）とバロウチェス家（Barouches）の別の小規模な反乱も発生したが、これもまたアレクシオス・カレルギスの仲介によって終了した。ヴェネツィア人はカレルギス一族をヴェネツィア貴族として『Libro d'Oro』に記載し、その功績に報いたが、アレクシオス・カレルギスのヴェネツィアに対する忠誠は別の偉大なクレタ貴族家系からの敵意を呼び、ミュロポタモスで彼の暗殺が試みられた。アレクシオス・カレルギスはその晩年を1321年の死亡まで安全を求めてカンディアで過ごした。彼の敵対者たちは暗殺の企てを続けたが、アレクシオス・カレルギスの暗殺はついに成功せず、ただ彼の息子アンドレアス・カレルギスをその側近の大半もろとも殺害することのみ成功した。

### 反乱（1333年-1334年、1341年-1347年）
アレクシオス・カレルギスによって確立された平和は、クレタ公ヴィアゴ・ゼノ（Viago Zeno）がクレタ島の海岸沿いで拡大する海賊と略奪の脅威を撃退するためにガレー船の増産資金として新たな税金を課した時に破られた。1333年に発生したこの反乱はミュロポタモスでの抵抗運動として始まり、ヴァルダス・カレルギス（Vardas Kallergis、アレクシオス・カレルギスの息子）とキサモスから来たニコラオス・プリコシリデス（Nikolaos Prikosirides）、そしてシュロポウロス家（Syropoulos）の3人の兄弟のリーダーシップの下、1333年の9月にはクレタ島西部へと急速に拡大した。ヴァルダス・カレルギスの参加にもかかわらず、アレクシオス・カレルギスの他の息子たちはその他のクレタ人たちのように公然とヴェネツィア人の側に立った。この反乱は1334年に鎮圧され、指導者たちはクレタ島の民衆の中の重大な協力者と共に、逮捕され処刑された。反乱に参加した貴族家系は追放されたが、ヴァルダス・カレルギスの兄弟と子供たちは見せしめとして終身刑が宣告された。また、クレタ島への非クレタ人正教会聖職者の入島は禁止された。
1341年、なおもカレルギス家の別のメンバー、レオン・カレルギスによる新たな反乱が発生した。レオンはアレクシオス・カレルギスの孫、または甥である。彼は公的にはヴェネツィアに対して忠実であったが、他のクレタ貴族であるアポコロナス（Apokoronas）のスミュリリオス家（Smyrilios）と共謀して反乱を起こした。発生後すぐに他の地域に飛び火し、スコルディリス家（コンスタンティノス・スコルディリスはレオン・カレルギスの義父である）、メッリセノス家、プサロメリゴノス家その他の貴族が参加した。アレクシオス・カレルギスの同名の孫（小アレクシオス・カレルギス）は、しかしながら、祖父と同じようにヴェネツィア人に組し、重要な支援を与えていた。彼はスミュリリオス家一党を捕らえ、この結果スミュリリオス家はレオン・カレルギスを裏切った。クレタ公アンドレア・コルナロ(Andrea Cornaro)はレオン・カレルギスを袋詰めにして縛り、生きたまま海へ放り込んだ。レオン・カレルギスの敗北にもかかわらず、反乱はスファキアとシュヴリトスの支配権を握っていたスコルディリス家とプサロメリンゴス家の指導で継続した。反乱軍は小アレクシオス・カレルギスをカステリで包囲した。だが、クレタ公がメッサラ平野でプサロメリンゴス軍を待ち伏せによって撃破することに成功すると反乱軍は苦境に立たされた。プサロメリンゴス家の敗北と消滅は1347年に訪れる反乱鎮圧の序曲であり、鎮圧作戦は今回もヴェネツィアによる残虐さと反乱家系の追放によって彩られた。

### 15世紀から17世紀にかけてのクレタ島

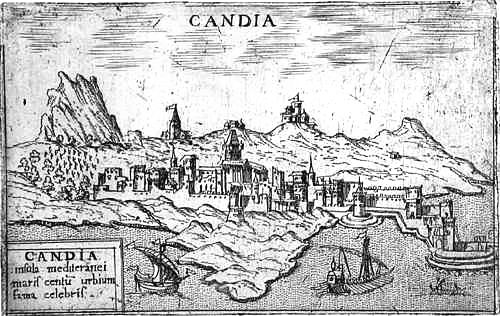
カンディアの銅版画（1595年）

クレタ島はヴェネツィアの植民地の中ではもとより最も重要なものであったが、その重要性は1453年のコンスタンティノープルの陥落の後、オスマン帝国が他のヴェネツィアの海外領土を一連の戦争で奪い取り始めるとますます増大した。16世紀半ばまでにクレタ島はエーゲ海に残された唯一のヴェネツィアの主要拠点となっており、1570年から1571年にかけてのキュプロス島の喪失の後には東地中海全体における唯一の拠点となった。クレタ島はこれらの紛争とますます深く関わるようになり、オスマン帝国とヴェネツィアの最初の戦争の最中の1471年には、オスマン艦隊がクレタ島東部のシティア周辺を略奪した。オスマン帝国とヴェネツィアの3度目の戦争では、オスマン帝国はスルターンがクレタ島の大君主の地位（overlordship）を持つことを認め、毎年の貢納を支払うことを要求した。1538年6月、オスマン帝国の提督バルバロス・ハイレッディンはミュロポタモス、アポコロナス、そしてカネアにほど近いケラメイアを占領したが成功せず、その後レシムノンとカンディアに向けて進軍した。ヴェネツィアは現地住民に恩赦と免税をアピールすることによってのみこの都市を維持することができた。とりわけカレルギス家の兄弟、アントニオス（Antonios）とマシオス（Mathios）に、要塞を強化するための人員募集費用を提供させる際にはこの譲歩が必要であった。この努力にもかかわらず、オスマン帝国はフォデール周辺の地域を荒廃させ、ミラベッロ、シティア、そしてパレカストロの砦を破壊した。セリノの住民が降伏してヴェネツィアの守備隊が捕縛されると、1539年にオスマン帝国の攻撃は再開された。イエラペトラの要塞もまた陥落したが、キサモスにおけるヴェネツィアの抵抗は成功した。キュプロス戦争中の1571年、クルチ・アリは容易にレシムノンを占領し、クレタ島を襲撃した。この結果、クレタ島に深刻な飢饉がもたらされた。幾人かの現地住民はヴェネツィアの失政に怒り、オスマン帝国と接触を図りさえした。しかしクレタ貴族のマッタイオス・カレルギス（Matthaios Kallergis）の仲介によって落ち着かせ、秩序を回復させることに成功した 。2年後の1573年、カネア周辺の地域が襲撃された。
オスマン帝国の脅威の出現は、ヴェネツィア共和国の経済的衰退と時期を同じくしており、このことがクレタ島の防衛力を有効に強化する能力を低下させていた。付け加えて、クレタ島内の内部対立と現地貴族の改革に対する抵抗が問題を深刻にした。コンスタンティノープルの陥落はクレタ人に深刻な動揺を与え、その余波によって一連の反ヴェネツィアの陰謀が発生した。最初に発生したのはシフィス・ヴラストスによるレシムノンでの反乱の計画であり、これには最後のビザンツ皇帝による偽の手紙まで用意された。この陰謀は金銭と特権に転んだ司祭イオアンニス・リマス（Ioannis Limas）とアンドレアス・ニグロス（Andrea Nigro）によって裏切られ、ヴェネツィア当局に知らされた。計画に加わった39人が告発され、彼らの多くが司祭に属していた。1454年11月、これに関連して、ヴェネツィア当局は正教会の聖職者の叙聖式（ordination）を5年間禁止した。1460年に別の陰謀が密告され、それによってヴェネツィア人はクレタ島の現地人とギリシア本国からの難民を迫害し始めた。レシムノンのプロトパパス（protopapas）、Petros Tzangaropoulosはこの陰謀の指導者の一人であった。革命的な動揺はこれで収まったにもかかわらず、ヴェネツィア当局は神経質であり続けた。1463年、ラシティ高原の住民は飢饉に対処するために穀物の栽培を許可されたが、目の前の危険が去った1471年にはすぐに禁止され、16世紀初頭までそのままであった。
1523年に初めて、ゲオルギオス・カンタノレオスの率いる別のクレタ人の反乱の動きが開始された。重税の負荷とヴェネツィア政府の専横に苛立ち、約600人がケラメイア周辺で蜂起した。ヴェネツィア当局は当初、事態がより広範囲に飛び火することを恐れて、この反乱軍に立ち向かうことを躊躇した。しかし、1527年10月にはジェロニモ・コルネールは1,500人の兵士とともに反乱軍へと向けて進軍した。この反乱は苛烈な暴力によって鎮圧され、反乱を起こした地域の全ての村落が破壊された。反乱指導者のうちの3人、ゲオルギオス・コルタトシス（Georgios Chortatsis）とアンドロニコス・コルタトシス（Andronikos Chortatsis）の兄弟とレオン・テオトコポウロス（Leon Theotokopoulos）は1528年に味方に売られて吊り下げられた。またカンタノレオス自身も1,000枚のhyperpyra金貨で味方に売られ、追放された。全体では700人が殺害され、多くの家系がキュプロスのパフォス地方へ追放されたが、10年余り後にはその多くがクレタ島に帰還し、元の所有地を回収することが許可された。
1571年に勃発した新たな衝突は、ヴェネツィア人の総督マリノ・カヴァッリがスファキア地方を征服するために動いた時に起きた。遠隔の山岳地帯であったこの地方は、ヴェネツィアの実効支配が及ばないまま残されていたが、この山岳地方から低地地方への襲撃と、スファキアの指導的氏族間の絶え間ない軋轢は、広い範囲に政情不安を引き起こしていた。スファキアへの全ての道を封鎖した後、カヴァッリはこの地域を破壊し始め、人口の大部分を殺害した。スフィキア人は最終的に屈服を余儀なくされ、ヴェネツィアへの忠誠を誓うためにスフィキア全土の代表団がカヴァッリの面前に並んだ。カヴァッリの後継者、ジャコポ・フォスカリーニはスフィキア地方を安定させるための対策を講じ、住民が自宅へ戻ることを許可したが、この地はすぐに再び混乱の温床となり、1608年には総督ニコラス・サグレドがスフィキア地方への再侵攻を準備した。しかし彼の後継者によってこの計画は退けられ、結局個人的にスフィキア内を巡行することで秩序が回復された。

### クレタ戦争（カンディア戦争）
17世紀に入る頃には東地中海交易におけるヴェネツィアの退潮傾向は明白なものとなっており、海運におけるヴェネツィア人の地位ははっきりと低下していた。この状況は軍事面でも同様であり、地中海における戦争を行うかどうかの主導権はオスマン帝国にあった。
1644年、オスマン帝国の宮廷人を載せた船がマルタ騎士団の襲撃を受け、その戦利品がクレタ島のカネア（ハニア）で売却されるという事件が起きた。オスマン帝国によって17世紀にロードス島から追放された聖ヨハネ騎士団は、その後マルタ島に落ち着き（マルタ騎士団）、「異教徒との戦い」の一環としてオスマン帝国の船団（中には正教徒のギリシア人の船が含まれていたが）に対して海賊行為を行っていた。オスマン帝国のスルタン、イブラーヒームはこの襲撃をヴェネツィアが支援したとしてその責任を問い、翌1645年に350隻からなる大軍でクレタ島を攻撃した（クレタ戦争、カンディア戦争とも）。初年にカネアの町が占領されたのに続き、開戦から3年余りのうちにクレタ島のほぼ全域がオスマン帝国に制圧された。
首府カンディアだけがヴェネツィアの手に残され、彼らはこの東地中海における最大かつ最後の重要拠点を守るために膨大な努力を払った。24年間にも及ぶ長期の包囲戦が戦われ、その間に降伏を拒否してサン・テオドーロ城の瓦礫に埋もれて戦死したビアージョ・ジュリアーニや、ダーダネルス海峡封鎖を試みて失敗し最後には敵艦隊の只中に旗艦で切り込んで死亡したトンマーゾ・モロジーニなど、数多の英雄的物語が生み出された。これらはキリスト教諸国に幾ばくかの感動を呼び起こし、ヴェネツィアへの支援が行われたが、その支援は一貫性を欠いており状況を覆すことはなかった。1667年、オスマン帝国軍はカンディアへの総攻撃を開始し、5ヶ月の間に32回の攻撃と618回の坑道爆破が試みられ、ヴェネツィア側に3,000人、オスマン帝国側に20.000人もの戦死者を出した。しかしそれでもカンディアは持ちこたえ、この奮戦を見たフランスがクレタ島へ援軍を送り込んだ。表向き、フランスはオスマン帝国との間に同盟関係があったため、フランス軍は教皇旗を掲げ、激しく戦ったが大きな損失を出し、最後には撤退に追い込まれた。1669年、フランス軍の撤退の後、ヴェネツィアの司令官フランチェスコ・モロジーニは遂に継戦を断念し、9月6日にオスマン帝国に降った。こうしてクレタ島はオスマン帝国の手に落ち、ヴェネツィアによるクレタ支配は終焉を迎えた。クレタ島の失陥は政治的・軍事的に大きな意味を持ち、東地中海におけるヴェネツィア体制の完全な終了を象徴するものであった。

## 経営

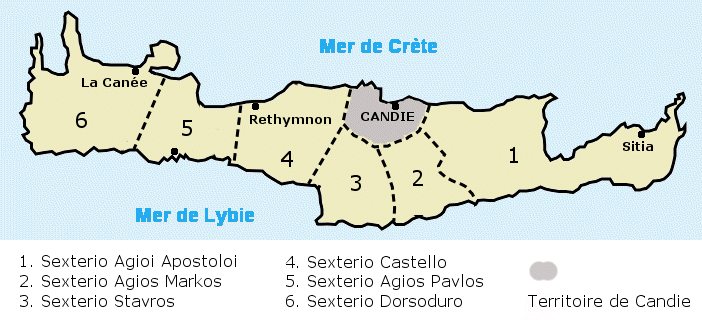
13世紀のクレタ島におけるヴェネツィアのセスティエーリ：1. サンティ・アポストリ（Santi Apostoli）、2. サン・マルコ（San Marco）、3. サンタ・クローチェ（Santa Croce）、4. カステッロ（Castello）、5. サン・ポーロ（San Polo）、6. ドルソドゥーロ（Dorsoduro）

クレタ島の征服はヴェネツィアに最初の本格的な植民地をもたらした。その後の歴史においてもクレタ島は15世紀初頭にヴェネツィア共和国がイタリア本土の北部地方（テッラ・フェルマ）に勢力を拡大するまで、最大の占領地であった 。クレタ島のような広大かつ重要な領土を統治するという経験に乏しかったことに加え、ガレー船で1ヶ月の旅を要するヴェネツィア本国とクレタ島の距離は危険と困難の種であった。結果として、他の植民地とは異なり政府は現地のヴェネツィア人植民者たちによる運営を許容していたが、政府職員には本国から派遣した役人を雇用していた。これは「ヴェネツィア人植民者とクレタ島のギリシア人の双方を臣民とし」た。現地政府の基本的姿勢がヴェネツィア本国に従順であったことは、共通の利益を目指してヴェネツィア人とクレタ島のギリシア人が（前者に特権が認められていたにもかかわらず）本国政府の政府に対して糾合する可能性を増大させた。
ヴェネツィア政府がクレタ島で作り上げた体制は、ヴェネツィア自体の体制をモデルとしていた。クレタ島は公（総督とも訳される。duca di Candia）の下、大評議会、元老院、十二人委員会、国家検察官、そしてヴェネツィアにあったのと同じその他の機関によって支配された。クレタ島の公はヴェネツィア人の貴顕から2年交代で選出され、4名の補佐官（consiglieri、後に2名に削減）によって補佐された。補佐官も同様に任期2年であった。また、島の都市のレクトール（地方行政官）が2人いた。公と補佐官たちは共にクレタ島のシニョーリア体制を構成した。また、2名、後には3名の、会計業務にあたる侍従（camerlenghi）がおり、各地区にはそれぞ独自の財務局（camera）があった。ヴェネツィアにとって格別の軍事的重要性を持つ地域の常として、軍の指揮権は提督（capitano）に属していた。序列の下層は裁判官（giudici）と警察官（Signori di notte）、城主（castellani）、そしてgrand chancellor（cancelliere grande）が補完した。危機や戦争の時にはprovveditore generale（provveditore generale [del regno] di Candia）が任命され、島内の民政と軍政の双方において最高の権力が与えられた。1569年以降のオスマン帝国の脅威の増大のために、provveditore generaleは2年任期で常任されるようになり、この地位はヴェネツィアで最も高位の政治家たちによって保持された。1578年からは島内の騎兵隊の指揮、および現地の艦隊指揮を担う「クレタ防衛（艦隊）司令官（Capitano alla guardia di Candia）」としてprovveditore generaleの地位が増設され、任命されるようになった。
ヴェネツィア本国のように、この「東のヴェネツィア」は当初6つの県（セスティエーリ）に分割された。東から西へ順番に以下の県が置かれていた。
- サンティ・アポストリ（Santi Apostoli）またはカナレッジョ（Cannaregio）
- サン・マルコ（San Marco）
- サンタ・クローチェ（Santa Croce）
- カステッロ（Castello）
- サン・ポーロ（San Polo）
- ドルソドゥ－ロ（Dorsoduro）

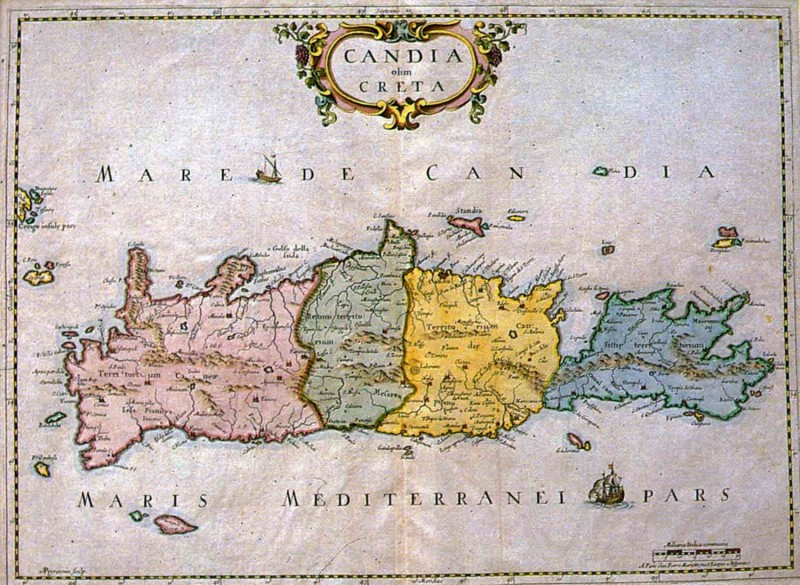
クレタ島の4つのterritoriaの地図

14世紀初頭からクレタ島は4つのより大きな州（territoria）に再編された。
- カンディア州。地域で最大の州
- レシムノン州（ヴェネツィア語：Rettimo）
- カネア州
- シティア州

州（territoria）の設置と共に、1307年から、カネアとレシムノンで、1314年からシティアで、レクトール（rettori）がそれぞれの首都に任命されるようになり、担当地域で民政と限定的な軍権を握った。カネアのrettoreはもともとクレタ公の4人の補佐官のうちの1人であった。カネアとレシムノンのレクトールはまたprovveditoreおよび2人の補佐官の補助を受けた。さらに、事実上そのほとんどがヴェネツィアの支配の外側に存在したスファキアには、特別なprovveditore が任命されていた。この地位はカンディアに（時にハニアに）従属していた。Provveditoriはまた、ソウダ（Souda）（1573年から）、スピナロンガ（1580年から）、そしてグラムヴサ島といった重要な島嶼要塞にも任命された。クレタ島は更に、城主（castellanies）と島の貴族が保有する封地に分割されていた。

## 社会
ビザンツ帝国時代のクレタ島ではコムネノス朝時代の属州支配の一般的傾向と同じく、統治者として皇帝と縁戚関係を持つ門閥貴族階層（コムネノス一門）がドゥークス（δούξ/doúks）やカテパノ（κατεπάνω/katepánō）という称号の下で頂点に立ち、その下に属州行政の実務を担う門閥の家人層、更に属州行政の末端を担い現地人と支配層の間を取り結ぶ在地名望家（アルコン）層という3層からなる支配構造が形成されていた。1204年のビザンツ帝国の一時滅亡に伴い、その最後のクレタ公（ドゥークス、総督）であったニケフォロス・コントステファノスが小アジアへと逃れ、ビザンツの門閥貴族層はクレタ島の支配者の地位を喪失した。変わって入って来たヴェネツィア人と現地のギリシア人ならびにアルコン層の間で新たな秩序の形成が進んだ。
ヴェネツィアは領有直後からクレタ島の首府カンディア（現：イラクリオン）を中心に入植者を送り込んだ。他に拠点となる港湾都市としてカネアとレシムノンにヴェネツィア系人口が多数を占める港湾都市が整備された。こうした港湾都市ではヴェネツィアの支配が強固に推し進められ、本国から派遣されてきた総督（公）や入植者が構成する大評議会が社会秩序を維持した。また、島の中央東部よりに広がる、農業に適したカンディア市後背地の平野部（テメノス/パラカンディア）地方では、現地の修道院領がヴェネツィア人入植者の封地やヴェネツィア共和国自体の所有地に転換され、入植者が移住した。このような修道院領の接収は大きな反発を呼んだため、14世紀以降には緩和され、修道院領の保全が図られるようになっていく。
一方でカンディア及びその周辺の平野部からはなれた山間部では状況が異なった。クレタ島の東端部および西部には山岳地帯とそれに挟まれた狭い平地からなる地域が広がっていたが、このような地域にはギリシア人のアルコンたちが割拠していた。この山間部に対するヴェネツィアの支配方針は街道沿いや海沿いの拠点のみを城塞を築いて維持し、その他の内陸地方は封建契約を結んだ自立的なアルコンや教会を媒介にして間接的な支配下に置くというものであった。しかし、ヴェネツィアの統治が比較的順調に進行した平野部と異なり、山間部ではアルコンの指導の下激しい抵抗が繰り広げられ、安定するまでには100年以上の歳月を要した。
これは統治初期において、実際にヴェネツィア人入植者が現地に根を下ろしギリシア人との間に社会関係を構築したことで当局がその連絡経路を利用できた都市部・農村部に対し、入植者がほとんど存在しなかった山間部では当局との間の連絡手段自体が乏しく、紛争の解決を求めたり不満を当局に表明したりする方法が武力による実力行使しか存在しなかったことや、ヴェネツィアが想定した封建契約による間接支配という支配形態がアルコンたちにとって経験したことのないものであり、彼らの理解が得られなかったことが要因であるとも考えられる。
14世紀以降、カンディアなどの都市部でもギリシア人の居住者が増加して多数派を占めるようになり、また農村部においても初期には明白であったヴェネツィア人入植者の居住地とギリシア人の居住地の境界は次第に曖昧になった。またヴェネツィア人入植者とギリシア人家系との間の通婚も時代と共に進行した。このようなヴェネツィア人入植者の現地化（「クレタ化」）は、新たにやってくる本国からの入植者やヴェネツィア当局との利害関係や社会的関係を変質させ、相互の間に緊張関係をもたらした。時間と共にヴェネツィア人入植者とギリシア人との関係が密接になる一方、ヴェネツィア本国と入植者の距離は遠ざかり、14世紀にはヴェネツィア人入植者とギリシア人が連携してヴェネツィア本国に対抗するサン・ティートの反乱（聖ティトゥスの反乱）のような事件も発生した。この反乱は新税の導入を切っ掛けに発生したが、これはクレタ島の統治を含むヴェネツィアの交易網の維持コストを負担するのは植民地か本国か、という問題の表面化でもあった。
ただし、婚姻、友情、雇用、商業によって密接に結びついて行ったにもかかわらず、「ヴェネツィア人」と「ギリシア人」という区分を超えた「クレタ人」というアイデンティティが共有されることはなかった。彼らは密接な共生関係を構築しつつも自らの生まれた共同体（宗派）に基づくコミュニティにその死まで留まり続けたのであり、日本の研究者高田良太はこれを「分離的共生関係」と呼んでいる。だが、「ヴェネツィア人」「ギリシア人」という用語は内部に多数の階層を含む重層的な意味合いを持つようになっていった。キュプロスなど他のヴェネツィアの植民地と同じように、「ヴェネツィア人」とは同質的な集団ではなく、様々な程度にクレタ化（ギリシア化）した、また混血したり、生活習慣を変化したりした「ヴェネツィア人」と「真のヴェネツィア人」を区別する認識が東地中海各地で広まっていった。このことは既に1268年のビザンツ帝国との条約文書において「ヴェネツィア人、およびヴェネツィア人とみなされ、そう区別される人々」という表現と共に表面化している。一方の「ギリシア人」もまた、「アルコン」、「アルコンの配下」、「混血児」、「聖職者」など様々な存在を内包する用語であることが、アレクシオス・カレルギスとヴェネツィアとの和約内で明記されており、その法的地位が同一でないことの確認を「ギリシア人」の側が要求していたと考えられる。
ヴェネツィア領クレタの社会は、この共存し交わりつつも融合することの無い「ヴェネツィア人」と「ギリシア人」が（実際にはこれにユダヤ人が加わる）、さらにそれぞれの内部において多様な法的・社会的地位とコミュニティを維持・形成し変容していく中で営まれて行った。

## 経済
ヴェネツィア領クレタの経済の特徴は本国の食糧供給とワインを中心としたモノカルチャー的な商品作物の生産に特化した農業生産である。クレタ島や周辺の支配を通じて、ヴェネツィアは初めて本格的に農業経営に取り組むことになった。ビザンツ時代には農業中心の自給自足型経済であったクレタ島は、ヴェネツィアの政策によって商品作物輸出地へと変貌し、近代植民地帝国にも似た分業体制が形成された。ヴェネツィアから植民した受封者たちは農地拡大に励み、ブドウやコムギの生産が急拡大した。クレタ島はヴェネツィア海外領土の中で唯一余剰穀物生産物を輸出する能力を備えた土地であった。14世紀以降、ヴェネツィア本国に向けて大量のコムギが輸出され、ヴェネツィアにおける穀物消費量のほぼ3分の1をクレタ産コムギが占めた。また、東地中海で活動するヴェネツィア軍やビザンツ帝国軍の兵糧の多くもクレタ島から多くが供給された。この戦略的重要性のために、クレタ産コムギは元老院の定めた公定価格による強制買い上げによって穀物局の管理下に置かれ、厳しい統制下で扱われた。
もう一つのクレタ島の重要な輸出品であったワインにはコムギのような統制がかけられておらず、政府によるコムギの統制を嫌った生産者たちはワインの生産に注力するようになった。ヴェネツィアからの植民者たちによってマルヴァジーア種のブドウが持ち込まれると、クレタ島の気候がその生産に適していることが明らかとなった。これから製造される甘口のクレタ・ワインは西ヨーロッパの消費者たちの間で名声を高め、ヴェネツィア本国のみならずフランドル地方やイギリスでも受け入れられた。14世紀にはワインがクレタ島の輸出品の筆頭を占めるようになり、利潤を求めて生産者たちは最も上質の農地をブドウの生産に振り向け、また新たに拡大される農地の多くもブドウ園のためのものになった。
この結果コムギ用の農地も徐々にブドウ園に転換されていき、16世紀にはクレタ島はコムギの輸出は不可能となって逆に輸入に頼るようになった。結果、1574年には当局は自給用の穀物を調達するためにブドウ園のコムギ農地への強制的な転換を行わなければならなくなった。